# Le Divin Marquis de Sade
Pour plus de détails, voir Fiche technique et Distribution.
Le Divin Marquis de Sade est un film dramatique américano-allemand réalisé par Cy Endfield, sorti en 1969 et interprété par Keir Dullea, Senta Berger et Lilli Palmer. Il est basé sur la vie de Donatien Alphonse François, Marquis de Sade, nommé Louis Alphonse Donatien dans le film.

## Synopsis
Biographie de Donatien Alphonse François de Sade.

## Fiche technique
- Titre : Le Divin Marquis de Sade
- Titre original : De Sade
- Titre allemand : Das ausschweifende Leben des Marquis de Sade
- Réalisation : Cy Endfield (et Roger Corman et Gordon Hessler non crédités)
- Scénario : Richard Matheson
- Production : Samuel Z. Arkoff, Artur Brauner, Louis M. Heyward (en) et James H. Nicholson (en)
- Musique : Billy Strange (en)
- Photographie : Richard Angst
- Pays d'origine : États-Unis - Allemagne
- Format : couleurs - 1,85:1 - son mono
- Genre : biographie, drame
- Durée : 113 minutes
- Date de sortie : 1969

## Distribution
- Keir Dullea : Donatien Alphonse François de Sade
- Senta Berger : Anne de Montreuil
- Lilli Palmer (VF : Claire Guibert) : Mme de Montreuil
- Anna Massey : Renée de Montreuil
- Sonja Ziemann  (VF : Paule Emanuele) : La Beauvoisin
- John Huston (VF : Jean Martinelli) : Abbé de Sade
- Heinz Spitzner  (VF : René Beriard) : l'inspecteur Marais
- Christiane Krüger : Laure
- Uta Levka : Rose Keller
- Barbara Stanek : Colette
- Susanne von Almassy (en) : la mère du marquis
- Friedrich Schoenfelder : le père du marquis
- Herbert Weißbach (en) : Mr de Montreuil
- Tilly Lauenstein : Mme Grandcon
- Max Kiebach : Sade enfant

## Autour du film
Keir Dullea, dont c'était le premier rôle au cinéma depuis 2001 : L'Odyssée de l'espace, sorti en 1968, incarne le personnage principal dans un film caractérisé par son imagerie psychédélique et sa sensibilité go-go. Alors que le marquis mourant se remémore sa vie dans le désordre, il est terrorisé par son oncle et hanté par son propre passé de débauche.
Le film a été tourné aux Spandau Studios (en) de Berlin et aux Bavaria Studios (en) de Munich. Les décors du film ont été conçus par le directeur artistique Hans Jürgen Kiebach.